# Richard W. Thompson

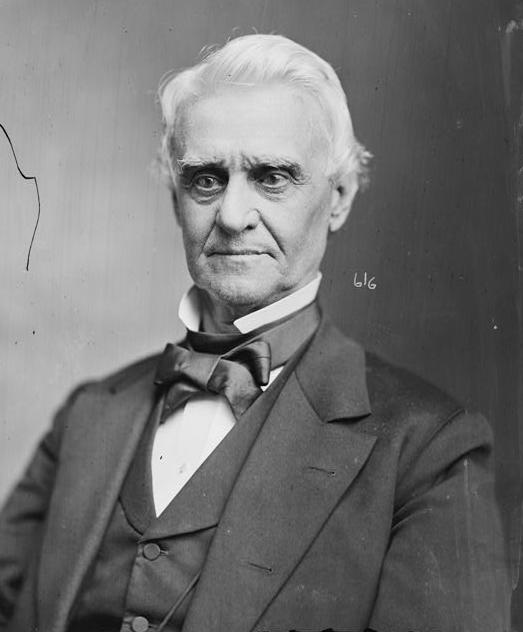
Richard W. Thompson

Richard Wigginton Thompson (* 8. Juni 1809 im Culpeper County, Virginia; † 9. Februar 1900 in Terre Haute, Indiana) war ein US-amerikanischer Politiker, der als Marineminister dem Kabinett von US-Präsident Rutherford B. Hayes angehörte.
Der in Virginia geborene Thompson verließ seine Heimat im Jahr 1831 und lebte in der Folge für kurze Zeit in Louisville (Kentucky), ehe er sich im Lawrence County in Indiana niederließ. Dort arbeitete er als Lehrer an einer Schule sowie als Ladenbesitzer; an den Abenden absolvierte er ein Jura-Studium. Nach der Aufnahme in die Anwaltskammer 1834 praktizierte er als Anwalt in Bedford.
Politisch wurde er 1834 aktiv, als er in die Indiana General Assembly gewählt wurde, wo er bis 1838 verblieb. In dieser Zeit absolvierte er auch eine kurze Phase als Präsident pro tempore des Staatssenats sowie als amtierender Vizegouverneur. Im Vorfeld der Präsidentschaftswahl 1840 unterstützte er den später auch siegreichen Whig-Kandidaten William Henry Harrison. Im selben Jahr wurde Thompson für die Whigs ins US-Repräsentantenhaus gewählt, dem er von 1841 bis 1843 als Vertreter des zweiten Wahlbezirks von Indiana angehörte; zwischen 1847 und 1849 verbrachte er dort eine weitere Legislaturperiode.
Vor der Präsidentschaftswahl 1860 hatten sich die Whigs praktisch aufgelöst; Richard Thompson zählte zu jenem Parteiflügel, der sich in der Constitutional Union Party neu organisierte. Bei deren Nominierungsparteitag im Mai 1860 unterstützte er als Vertreter Indianas die Kandidatur von John McLean, der jedoch letztlich John Bell unterlag. Thompson wurde in den Bundesvorstand der Partei aufgenommen, verabschiedete sich jedoch bereits im August desselben Jahres von der Vorstellung, als dritte Partei erfolgreich sein zu können, und unterstützte den Republikaner Abraham Lincoln, um einen Erfolg der Demokraten in Indiana zu verhindern.
Nach Ende des Bürgerkrieges wurde Thompson 1867 zum Richter am Circuit Court des 18. Gerichtskreises von Indiana berufen; 1869 schied er aus diesem Amt aus. Nachdem er zwischenzeitlich zur Republikanischen Partei gewechselt war, engagierte er sich dort sehr stark und war maßgeblich an der Festlegung der politischen Linie der Partei bei den Conventions in den Jahren 1868, 1872 und 1876 beteiligt. Schließlich übernahm er zum Ende seiner politischen Laufbahn selbst noch einmal ein Amt, als ihn der neu gewählte US-Präsident Hayes im März 1877 zum Secretary of the Navy in seinem Kabinett ernannte. Am 20. Dezember 1880, kurz vor dem Ende von Hayes’ Amtszeit, legte er diesen Posten nieder.
Im Gedenken an ihren ehemaligen Minister, der im Februar 1900 in seinem Wohnort Terre Haute starb, benannte die US Navy den Zerstörer USS Thompson (DD-305) nach ihm.